# Creu de la bassa d'en Rocafort

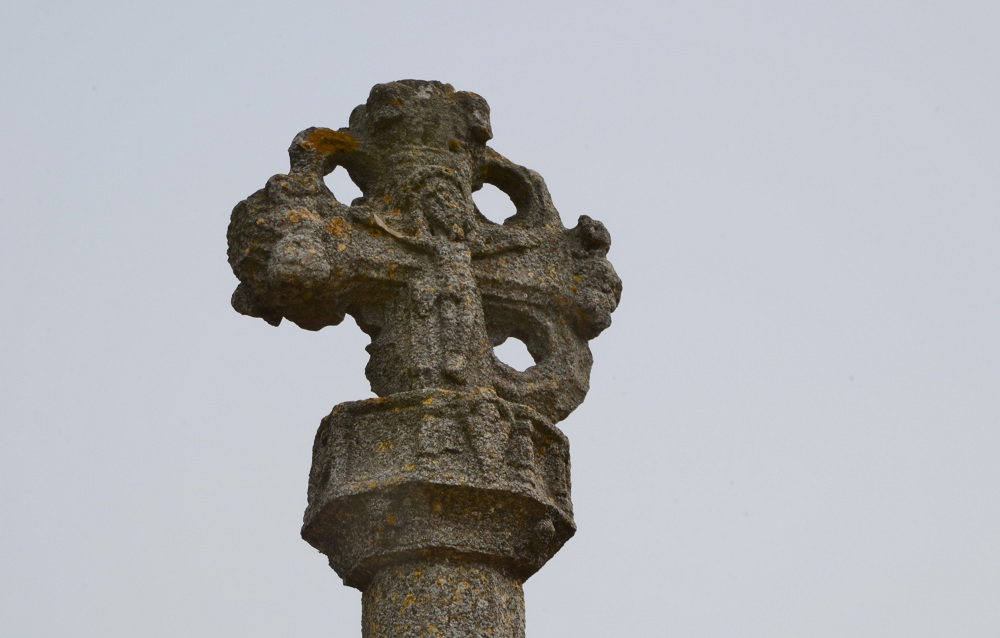
Detall de la creu

La creu de terme de la bassa d'en Rocafort, o creu del camí a Rocafort de Queralt, és una creu de terme de Forès (Conca de Barberà), amb el peu de fus hexagonal de pedra igual que el capitell i la creu. La creu presenta en una cara la Mare de Déu amb el Nen al braç esquerre i un àngel que li fa de peanya. A l'altra cara hi ha el crucifix. És d'estil Gòtic.
Fou restaurada després de la Guerra Civil i es troba al costat del camí de Forès a Conesa, i a frec d'una de les cases dels afores de Forès.